# حساب دیفرانسیل

نمودار تابع به رنگ سیاه و خط مماس بر تابع به رنگ قرمز. شیب خط مماس باجهت مثبت محور طول هامعادل مشتق تابع در نقطهٔ مشخص‌شده‌است.

در ریاضیات، حساب دیفرانسیل یکی از زیرمجموعه‌های حسابان است که به مطالعهٔ نرخ تغییرات کمیت‌ها می‌پردازد. این حساب یکی از دو بخش سنتی حسابان است که بخش دیگر آن، حساب انتگرال است.
هدف اصلی مطالعهٔ حساب دیفرانسیل، محاسبهٔ تغیرات یک تابع و کاربردهای آن است. مشتق تابع در یک نقطهٔ دلخواه، نرخ تغییرات تابع در آن نقطه را توصیف می‌کند. فرایند یافتن مشتق، مشتق‌گیری نامیده می‌شود. از نظر هندسی، مشتق در یک نقطه شیب خط مماس روی نمودار تابع با جهت مثبت محور طول‌ها در همان نقطه است؛ به شرطی که مشتق در آن نقطه موجود باشد. مشتق تابع حقیقی یک‌متغیره در هر نقطه، بهترین تقریب خطی برای تابع در آن نقطه است.
حساب دیفرانسیل و حساب انتگرال با قضیهٔ اساسی حسابان به یکدیگر مرتبط می‌شوند. این قضیه بیان می‌کند که مشتق‌گیری معکوس انتگرال‌گیری است.
مشتق‌گیری تقریباً در همهٔ علوم کمّی کاربرد دارد. برای نمونه، در فیزیک، مشتق جابجایی یک جسم متحرک برحسب زمان نشان دهندهٔ سرعت آن جسم و مشتق سرعت برحسب زمان بیانگر شتاب است. مشتق تکانهٔ یک جسم معادل با نیروی وارد بر آن جسم است و بازنویسی این مشتق‌گیری معادلهٔ معروف F = ma را که متناظر با قانون دوم حرکت نیوتن است، به دست می‌دهد. نرخ واکنش یک واکنش شیمیایی، یک مشتق است. مشتقات در تحقیق در عملیات، پربازده‌ترین روش‌های حمل مواد و طراح کارخانه‌ها را تعیین می‌کنند.
مشتقات برای یافتن بیشینه و کمینهٔ یک تابع نیز به کار می‌روند. معادلات دربرگیرندهٔ مشتقات، معادلات دیفرانسیل نامیده می‌شوند و در توصیف پدیده‌های طبیعی دارای اهمیت هستند. از مشتقات و تعمیم آن‌ها در بسیاری از شاخه‌های ریاضیات، مانند آنالیز مختلط، آنالیز تابعی، هندسهٔ دیفرانسیل، نظریهٔ اندازه و جبر مجرد بهره برده می‌شود.

## مشتق
فرض کنید x و y دو عدد حقیقی هستند و y تابعی از x است، یعنی برای هر مقدار x یک مقدار متناظر y وجود دارد. این رابطه را می‌توان به صورت y = f(x) نوشت. اگر f(x) معادلهٔ خط راست باشد، دو عدد حقیقی m و b وجود دارند که y = mx + b. در این رابطه، m شیب نامیده می‌شود و از رابطهٔ زیر قابل محاسبه است:
{\displaystyle m={\frac {{\text{change in }}y}{{\text{change in }}x}}={\frac {\Delta y}{\Delta x}}}
که در آن Δ (حرف یونانی بزرگ دلتا) نماد تغییرات است. عبارت بالا نتیجه می‌دهد که Δy = m Δx.
تابع‌ها عموماً خطی نیستند و شیب ثابت ندارند. از نظر هندسی، مشتق f در نقطهٔ x=a شیب خط مماس بر تابع f در نقطهٔ a است که معمولاً به صورت f ′(a) در نمادگذاری لاگرانژی یا dy/dx|x = a در نمادگذاری لایبنیتزی نمایش داده می‌شود. از آن‌جایی که مشتق همان شیب تقریب خطی f در نقطهٔ a است، مشتق بهترین تقریب خطی f در نزدیکی a را به دست می‌دهد.
اگر همهٔ نقاط a در دامنهٔ f مشتق‌پذیر باشند، تابعی موجود است که برای هر نقطهٔ a مشتق f را برمی‌گرداند. برای نمونه اگر f(x) = x2 آنگاه تابع مشتق برابر است با f ′(x) = dy/dx = 2x.

## تاریخ مشتق
مفهوم مشتق در شکل خط مماس تاریخ بسیار کهنی دارد و برای هندسه‌دانان یونانی از جمله اقلیدس، ارشمیدس و آپولونیوس شناخته‌شده بوده‌است. ارشمیدس مفهوم بی‌نهایت کوچک را معرفی کرد، هرچند که این مفهوم برای مطالعهٔ سطح‌ها و حجم‌ها به کار می‌رفت و توجهی به مشتق‌ها و مماس‌ها نمی‌شد.
می‌توان بهره‌گیری از بی‌نهایت کوچک‌ها برای مطالعهٔ نرخ تغییرات را در ریاضیات هند از حدود سال ۵۰۰ میلادی مشاهده کرد. آریابهاتا که اخترشناس و ریاضی‌دان بود، از این مفهوم برای مطالعهٔ حرکت ماه استفاده کرد. باسکارای دوم توسعهٔ قابل توجهی در استفاده از بی‌نهایت کوچک‌ها برای محاسبهٔ نرخ تغییرات ایجاد کرد. می‌توان گفت که بسیاری از تعریف‌های کلیدی در حساب دیفرانسیل از جمله قضیهٔ رل، در کارهای او دیده می‌شود. شرف‌الدین طوسی، ریاضی‌دان ایرانی، نخستین کسی بود که مشتق چندجمله‌ای‌های درجه سه را کشف کرد. کتاب فی المعادلات او، مفاهیمی از جمله تابع مشتق و بیشینه و کمینهٔ منحنی را برای حل معادلات درجه سه که ممکن است جواب مثبت نداشته باشند، توسعه داد.
توسعهٔ نوین حسابان مدیون آیزاک نیوتن و گوتفرید لایبنیتس است که رویکردهای مستقل و یکسانی را برای مشتق‌گیری و مشتقات فراهم کردند. نکتهٔ اصلی که این اعتبار را به آن‌ها داد، قضیهٔ اساسی حسابان بود که مشتق و انتگرال را به یکدیگر مرتبط می‌کرد. این قضیه، بسیاری از روش‌های پیشین برای محاسبهٔ سطح‌ها و حجم‌ها را که از دوران ابن هیثم توسعهٔ چندانی نیافته بودند، منسوخ کرد. نیوتن و لایبنیتس تحقیقات خود دربارهٔ مشتق را بر کارهای مهم انجام شده توسط ریاضی‌دانان پیشین از جمله پیر دو فرما، آیزاک بارو، رنه دکارت، کریستیان هویگنس، بلز پاسکال و جان والیس بنا کردند. نیوتن نخستین کسی بود که از مشتق در فیزیک نظری بهره گرفت. لایبنیتس بسیاری از نمادها را توسعه داد که اکنون نیز به کار می‌روند.
از سدهٔ هفدهم میلادی بسیاری از ریاضی‌دانان در زمینهٔ مشتق پژوهش کرده‌اند. در سدهٔ نوزدهم، ریاضی‌دانان دیگری از جمله آگوستین لویی کوشی، برنهارت ریمان و کارل وایرشتراس تحقیق در این زمینه را تکمیل کردند. در همین دوره، مشتق به فضای اقلیدسی و صفحهٔ مختلط تعمیم داده شد.

## کاربردهای مشتقات

### بهینه‌سازی
اگر f تابعی مشتق‌پذیر در دامنهٔ ℝ (یا روی یک بازهٔ باز) باشد و x یک بیشینه و کمینه موضعی f باشد، مشتق f در x صفر است. نقاطی که در آن‌ها مشتق f صفر است، نقاط بحرانی یا نقاط مانا نامیده می‌شوند. برای بررسی وضعیت نقطهٔ بحرانی، مشتق دوم محاسبه می‌شود:
- اگر مثبت باشد، x کمینهٔ موضعی است؛
- اگر منفی باشد، x بیشینهٔ موضعی است؛
- اگر صفر باشد، وضعیت آن با بررسی مشتق دوم مشخص نمی‌شود.

این روش، آزمون مشتق دوم نامیده می‌شود. در روشی دیگر که آزمون مشتق اول نامیده می‌شود، علامت f' در دو سوی نقطهٔ بحرانی بررسی می‌شود.
غالباً مشتق‌گیری و تعیین نقاط بحرانی، روش ساده‌ای برای یافتن کمینه‌ها و بیشینه‌های موضعی است و در بهینه‌سازی قابل استفاده است. بر پایهٔ قضیهٔ مقدار نهایی، یک تابع پیوسته روی یک بازهٔ بسته باید دست‌کم یک مقدار بیشینه و کمینه داشته باشد. اگر تابع مشتق‌پذیر باشد، کمینه و بیشینه تنها می‌توانند در نقاط بحرانی یا نقاط انتهایی ظاهر شوند.
هم‌چنین در رسم نمودار، از این مفهوم استفاده می‌شود. پس از به دست آوردن نقاط بحرانی یک تابع مشتق‌پذیر، می‌توان نمودار تقریبی را با بررسی صعودی یا نزولی بودن تابع میان نقاط بحرانی رسم کرد.
در ابعاد بالاتر، نقطهٔ بحرانی تابع اسکالر نقطه‌ای است که گرادیان صفر باشد. آزمون مشتق دوم می‌تواند برای تحلیل نقاط بحرانی قابل بهره‌گیری باشد. به این منظور، مقدارهای ویژهٔ ماتریس هشین مشتقات جزئی دوم تابع در نقطهٔ بحرانی محاسبه می‌شوند. اگر همهٔ مقدارهای ویژه مثبت باشند، کمینهٔ موضعی و اگر همه منفی باشند، بیشینهٔ موضعی است. اگر برخی مثبت و برخی منفی باشند، نقطهٔ زینی است و اگر هیچ‌یک از موارد بالا نباشد (مثلاً برخی از مقدارهای ویژه صفر باشند) آزمون بی‌نتیجه است.

#### حساب تغییرات
نمونه‌ای از مسائل بهینه‌سازی، یافتن کوتاه‌ترین مسیر میان دو نقطه روی یک سطح، با شرط قرار داشتن مسیر روی سطح است. اگر سطح مورد نظر یک صفحه باشد، کوتاه‌ترین مسیر خط راست است؛ ولی در سطح‌های دیگر، نمی‌توان کوتاه‌ترین مسیر را به سرعت مشخص کرد. این مسیرها ژئودزیک نامیده می‌شوند و یکی از ساده‌ترین مسائل حساب تغییرات، محاسبهٔ ژئودزیک‌ها است. نمونهٔ دیگر، یافتن کوچک‌ترین سطح پر شده توسط یک خم بسته در فضا است. این سطح، سطح کمینه نامیده می‌شود و می‌توان آن را با حساب تغییرات محاسبه کرد.

### فیزیک
حسابان در فیزیک دارای اهمیت حیاتی است. بسیاری از فرایندهای فیزیکی با معادلات شامل مشتقات توصیف می‌شوند و معادلات دیفرانسیل خوانده می‌شوند. فیزیک به‌ویژه با تغییرات کمیت‌ها در زمان سر و کار دارد و مفهوم مشتق زمانی (نرخ تغییر در زمان) برای تعریف دقیق چند مفهوم مهم، ضروری است. به‌طور خاص، مشتقات زمانی موقعیت جسم در فیزیک نیوتنی دارای اهمیت هستند:
- سرعتلحظه‌ای یک جسم، مشتق جابجایی آن برحسب زمان است.
- شتابلحظه ای یک جسم، مشتق سرعت آن برحسب زمان و مشتق دوم جابجایی جسم است

برای نمونه، موقعیت جسم روی خط مستقیم به صورت زیر است:
{\displaystyle x(t)=-16t^{2}+16t+32}
بنابراین سرعت آن برابر است با:
{\displaystyle {\dot {x}}(t)=x'(t)=-32t+16}
و شتاب آن برابر است با:
{\displaystyle {\ddot {x}}(t)=x''(t)=-32}
که مقداری ثابت است.

### معادلات دیفرانسیل
معادلهٔ دیفرانسیل، رابطه‌ای میان مجموعه‌ای از تابع‌ها و مشتقات آن‌ها است. معادلهٔ دیفرانسیل معمولی گونه‌ای از معادلهٔ دیفرانسیل است که رابطهٔ میان تابع‌هایی از یک متغیر و مشتقات آن‌ها را نشان می‌دهد. معادلهٔ دیفرانسیل جزئی نوعی معادلهٔ دیفرانسیل است که رابطهٔ تابع‌هایی با بیش از یک متغیر و مشتقات جزئی آن‌ها را بیان می‌کند. معادلات دیفرانسیل در علوم فیزیکی، مدل‌سازی ریاضی و ریاضیات دیده می‌شوند. برای نمونه، می‌توان قانون دوم نیوتن که رابطهٔ میان شتاب و نیرو را توصیف می‌کند، به صورت معادلهٔ دیفرانسیل معمولی نوشت:
{\displaystyle F(t)=m{\frac {d^{2}x}{dt^{2}}}}
معادلهٔ گرمای یک‌بعدی که انتشار گرما در میلهٔ راست را توصیف می‌کند، گونه‌ای از معادلات دیفرانسیل جزئی است:
{\displaystyle {\frac {\partial u}{\partial t}}=\alpha {\frac {\partial ^{2}u}{\partial x^{2}}}}
که در آن u(x,t) دمای میله در موقعیت x و زمان t است و a ثابتی است که وابسته به سرعت انتشار گرما در میله است.

### قضیهٔ مقدار میانگین
قضیهٔ مقدار میانگین رابطه‌ای میان مقادیر مشتق و مقادیر تابع اصلی را به دست می‌دهد. اگر f(x) تابعی حقیقی باشد و a و b دو عدد باشند که a < b، قضیهٔ مقدار میانگین بیان می‌کند که شیب میان دو نقطهٔ (a, f(a)) و (b, f(b)) برابر با شیب خط مماس بر f در نقطه‌ای مانند c میان دو نقطهٔ a و b است. به عبارت دیگر:
{\displaystyle f'(c)={\frac {f(b)-f(a)}{b-a}}}
کاربرد قضیهٔ مقدار میانگین، وارسی تابع با استفاده از مشتق آن است.

### چندجمله‌ای‌های تیلور و سری تیلور
مشتق تابع f(x)، بهترین تقریب خطی ممکن آن را در نقطهٔ دلخواه x0 ارائه می‌دهد؛ ولی این تقریب می‌تواند بسیار متفاوت از مقدار واقعی باشد. یکی از شیوه‌های بهبود تقریب، بهره‌گیری از تقریب درجه دوم است. به بیان ریاضی، تقریب خطی تابع حقیقی به صورت a + b(x − x0) است، در حالی که ممکن است چندجمله‌ای درجه دوم به صورت a + b(x − x0) + c(x − x0)2 تقریب دقیق‌تری از تابع باشد. با افزایش درجهٔ چندجمله‌ای می‌توان تقریب‌های بهتری را نیز به دست آورد. برای این چندجمله‌ای‌ها باید بهترین گزینهٔ ممکن برای تعیین ضرایب a و b و غیره موجود باشد که تقریب را تا جای ممکن بهبود بخشد.
در همسایگی x0، همواره بهترین تقریب برای a مقدار تابع f(x0) و برای b مقدار f'(x0) است. برای درجه‌های بالاتر نیز می‌توان این ضرایب را برحسب مشتقات مرتبه‌های بالاتر f محاسبه کرد. با این روش می‌توان ضرایب چندجمله‌ای تیلور را به دست آورد. قضیهٔ تیلور کران دقیقی را برای کیفیت تقریب می‌دهد.
حد چندجمله‌ای تیلور در بی‌نهایت، بسط تیلور نامیده می‌شود. بسط تیلور تقریب بسیار خوبی برای تابع اصلی است. تابع‌هایی که برابر با بسط تیلور خود هستند، تابع تحلیلی خوانده می‌شوند. توابع دارای ناپیوستگی یا گوشه‌های تیز، هرگز نمی‌توانند تحلیلی باشند؛ ولی برخی توابع نرم نیز تحلیلی نیستند.